# Wacław z Tenczyna
Wacław z Tenczyna (zm. 1376) – budowniczy i duchowny, syn wojewody krakowskiego Jędrzeja.
Należał do głównych wykonawców planu króla Kazimierza Wielkiego, polegającego na stworzeniu systemu obronnego poprzez wznoszenie zamków i murów wokół miast. Był budowniczym zamku we Włodzimierzu.